# Indigofera ramosissima
Indigofera ramosissima är en ärtväxtart som beskrevs av Jan Bevington Gillett. Indigofera ramosissima ingår i släktet indigosläktet, och familjen ärtväxter. Inga underarter finns listade i Catalogue of Life.